# Cosmosoul
Cosmosoul es una banda de jazz, soul y R&B. Se formó en 2009 en Madrid, aunque sus cinco miembros son todos de diferentes lugares: Sergio Salvi, teclista de origen napolitano; Abel Calzetta, guitarrista argentino; Arturo García, baterista bilbaíno; Manuel Pablo Sanz, bajista madrileño y Alana Sinkëy, cantante portuguesa de origen guineo-bisauana, quien canta en portugués e inglés. En 2018 lanzaron su primer tema en castellano, Rebeldía. Sus temas incluyen influencias del rock, el blues, la world music, el pop e incluso la electrónica.
Su álbum debut, Sunrise, tiene características del soul y el funk, fue lanzado en 2011, y fue totalmente autoproducido. Su segundo álbum, Terra, experimenta con ritmos africanos y más orgánicos, e incluye la participación del rapero El Chojin y el coro Gospel Factory. En 2017 publicaron su último álbum, Walk, con sonidos del blues y la electrónica, e influencias que abarcan desde principios de los setenta hasta los sonidos más actuales de la música negra. En su trayectoria, han girado por Europa y América, participando en varios festivales de jazz, entre ellos el Festival Internacional de Jazz. Alana Sinkëy, quien es hija de Bidinte, también es cantante del grupo Patax.
En 2012, Cosmosoul fue premiado «Mejor grupo revelación» y «Mejor grupo de música negra» en Los Guilles, los premios a los artistas más destacados dentro del circuito de música en directo de la Comunidad de Madrid. En 2019 fueron galardonados con el premio Pop Eye por ser un «referente nacional de la música negra en España».

## Discografía

### Álbumes
- Sunrise (2011)
- Terra (2014)
- Walk (2017)

### Singles
- Rebeldía (2018)

Ver discografía completa de Cosmosoul en Discogs